# Park Kulturi metróállomás (Kolcevaja vonal)
A moszkvai metrónak az 5-ös számú, barna színnel jelzett, Kolcevaja nevű körvonalán található Park Kulturi állomás a Hamovnyiki kerületben, a főváros Központi közigazgatási körzetében található. 1950. január 1-én nyitották meg a Park Kulturi–Kurszkaja szakasz átadásának keretében. Szomszédos állomásai ezen a vonalon a Kijevszkaja és a Oktyabrszkaja. Az állomáson átszállási lehetőség nyílik a Szokolnyicseszkaja vonal hasonló nevű állomására.
A mélyépítésű, háromhajós rendszerű állomás nevét a közeli Gorkij parkról kapta, annak teljes neve ugyanis Centralnij Park Kulturi i Otdiha imenyi Gorkovo (a kultúra és a pihenés Gorkij nevét viselő központi parkja). Az állomás neve hivatalosan a Gorkij park teljes neve volt, de ez aztán a közbeszédben lerövidült. A park az állomáshoz képest a Moszkva folyó másik partján fekszik, de megnyitásának időpontjában ez az állomás volt a legközelebb a főbejáratához.
Az állomás csarnokát fehér márványból szocialista realista stílusban készült, a közeli park témájához illő, korcsolyázó, olvasó, sakkozó és táncoló alakokat ábrázoló domborművek láthatók.

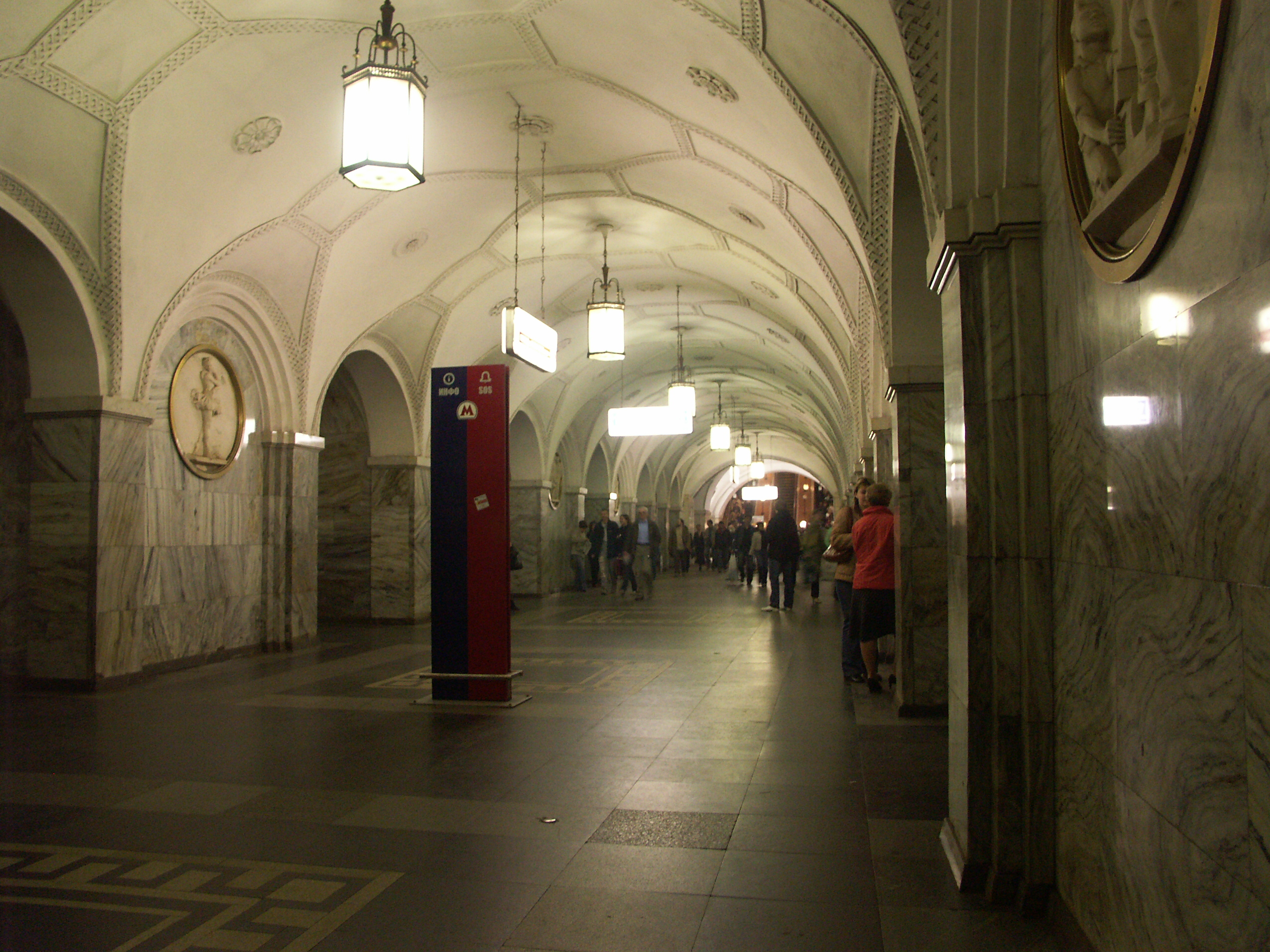
Az állomás csarnoka

## Fordítás
- Ez a szócikk részben vagy egészben  a(z)   Парк культуры (станция метро, Кольцевая линия) című orosz Wikipédia-szócikk ezen változatának fordításán alapul.  Az eredeti cikk szerkesztőit annak laptörténete sorolja fel. Ez a jelzés csupán a megfogalmazás eredetét és a szerzői jogokat jelzi, nem szolgál a cikkben szereplő információk forrásmegjelöléseként.